# Endopróchnica
Endopróchnica (próchnica wewnątrzglebowa) – materia organiczna występująca w obrębie mineralnej części gleby. Tworzy połączenia z mineralną częścią gleby.